# Pedro Antonio Padilla Sosa
Pedro Antonio Padilla Sosa (Caracas; 16 de mayo de 1975), más conocido como Pedro Padilla, es un actor, animador, publicista y locutor conocido por su participación en los programas Lo que ellas quieren y Los Pepazos de la Pepa.

## Biografía
Pedro Antonio Padilla Sosa nació el 16 de mayo de 1975 en Caracas, Venezuela. Hijo de Domingo Padilla (difunto) y María Estela Sosa de Padilla, es el menor entre cuatro hermanos, Maira Padilla Sosa, Lisseth Padilla Sosa y Carlos Domingo Antonio (difunto) de los 4 hermanos solo dos tuvieron hijos como Maira Padilla la cual tuvo a Otto Alejandro Barrios y Gabriella Barrios. Por el lado de su hermano Carlos Domingo Antonio solo tuvo un hijo (Carlos Domingo Padilla).
Se graduó en la carrera de Publicidad y Mercadeo en el Instituto Universitario de Nuevas Profesiones de Caracas (IUNP), y posteriormente estudió tres semestres de Administración de Presupuesto en el Colegio Universitario.

## Carrera

### Sus Inicios
Su vida profesional se inicia en la pantalla de Radio Caracas Televisión (RCTV), desenvolviéndose como actor destajista; consolidando metas anheladas y siendo partícipe en producciones como: Alejandra, Amores de fin de siglo, Ilusiones, El desafío, y Volver a vivir.

### Despegue Profesional
Los programas de telerrealidad se convirtieron en su pasión, es así como llega a su vida la competencia de baile Date con Todo, Al pie de la Letra, primera competencia de deletreo en la televisión Venezolana, y ¿Quién baila mejor? en la República Dominicana, competición internacional transmitida por telemicro.

### Lo que ellas quieren
En 2010 sale al aire en el canal La Tele con el programa ‘’Lo que ellas quieren’’, conducido por Gabriela Guédez, Arturo de los Ríos y Ana Carmen León, en un segmento de farándula y espectáculo en la que se hizo llamar “La Pepa”.
Durante 4 meses, este venezolano con irreverencia y humor rompió el silencio para estrenarse como colaborador de una hora de programa.

### Los Pepazos de la Pepa
El canal La Tele le dio su gran oportunidad de ser protagonista de su propio show, en compañía de Karina “La Pupy” Salaya con un formato llamado Los pepazos de la Pepa, programa cargado de humor y dosis de farándula.
El proyecto evolucionó y pasó de ser un programa de 1 hora semanal, a una emisión de 1 hora diaria, de lunes a viernes. Duró 3 años y culminó cuando el propio Pedro Padilla se marcha de dicha empresa asumiendo nuevas expectativas para su crecimiento profesional.

### Portada's
En 2013 llega por la puerta grande a Venevisión y venevisión Plus con el Magazine más visto de la televisión hispana: Portada’s, donde trabajó con un nutrido panel de periodistas de espectáculos y tv host para hacer segmentos dedicados al showbusiness como: Se armó la tramoya, El Calabozo, Puro Picante y El Closetómetro; además de las antesalas de premieres de novelas que año tras año se estrenaba en Venevisión.